# Archivo Histórico del Guayas
El Archivo Histórico del Guayas es una dependencia del Ministerio de Cultura y Patrimonio del Ecuador, con sede en Guayaquil y adscrita al Museo MAAC. Este centro de investigación histórica y cultural fue fundado el 7 de mayo de 1971, con ocasión de celebrarse el Sesquicentenario de Independencia de la ciudad de Santiago de Guayaquil, bajo la presidencia de José María Velasco Ibarra, a pedido de historiadores como Julio Estrada Icaza y otros, como Patronato del Archivo de Historia del Guayas.
El AHG alberga un fondo de más de 15.000 documentos históricos que datan desde el siglo XVI hasta el siglo XX, así como más de 5.700 medios visuales originales, aparte de las más de 10.000 imágenes de su Fondo Digital Fotográfico Histórico y 400 piezas del Fondo Contemporáneo. Entre los documentos que posee el Archivo se encuentra el registro del único proceso penal iniciado por la Masacre de obreros del 15 de noviembre de 1922, entre otros.

## Organización

### Áreas
El Archivo Histórico del Guayas cuenta con las siguientes áreas: 
- Sala de consultas
- Biblioteca y Fondo Documental
- Auditorio Camilo Destruge
- Aulas de capacitación
- Área de imprenta

### Documentación
Posee documentación importante desde el siglo XVI al XX relacionada con la “Antigua Provincia Libre de Guayaquil”, es decir de toda la costa ecuatoriana. Esta documentación está organizada en seis fondos o repositorios:
- Manuscrito – Documentos del siglo XVI al XX
- Fotográfico – Documentos desde 1896 a 1950
- Bibliográfico – Especialización en Ciencias Sociales. El libro más antiguo es de 1574
- Microfilm – Contiene información de diversa procedente del Archivo de Indias-Sevilla, Bogotá y otros.
- Hemeroteca – Colección de periódicos de todo el país
- Cartográfico – Mapasmundis, croquis entre originales y facsimilares

### Biblioteca Julio Estrada Icaza
Este establecimiento posee gran número de obras referentes a la historia nacional, haciendo mayor énfasis a lo que se refiere a Guayaquil. Desde obras publicadas en el siglo pasado hasta las últimas que se logran imprimir en la imprenta del Archivo. Obras posteriores han sido obtenido por donaciones de particulares. Posee en la actualidad entre 50.000 a 60.000 libros de temática histórica nacional e internacional.